# لویی بنوآ دو فلوراک
لویی بنوآ دو فلوراک (فرانسوی: Louis Bonniot de Fleurac‎; ۱۹ نوامبر ۱۸۷۶ – ۲۰ مارس ۱۹۶۵) دونده دو استقامت و نیمه‌استقامت اهل فرانسه بود.